# فهرست کانال‌های توییچ با بیشترین دنبال‌کننده
این مقاله فهرستی از کانال‌های برتر با بیشترین دنبال‌کننده را در سرویس پخش زنده توییچ نشان می‌دهد. تا ژانویه ۲۰۲۳، پرفالوورترین کانال متعلق به نینجا با بیش از ۱۸٫۴ میلیون دنبال‌کننده است. استریمر زن با بیشترین فالوور در کانالش پوکی‌مان است که ۹٫۳ میلیون دنبال‌کننده دارد.

## فهرست

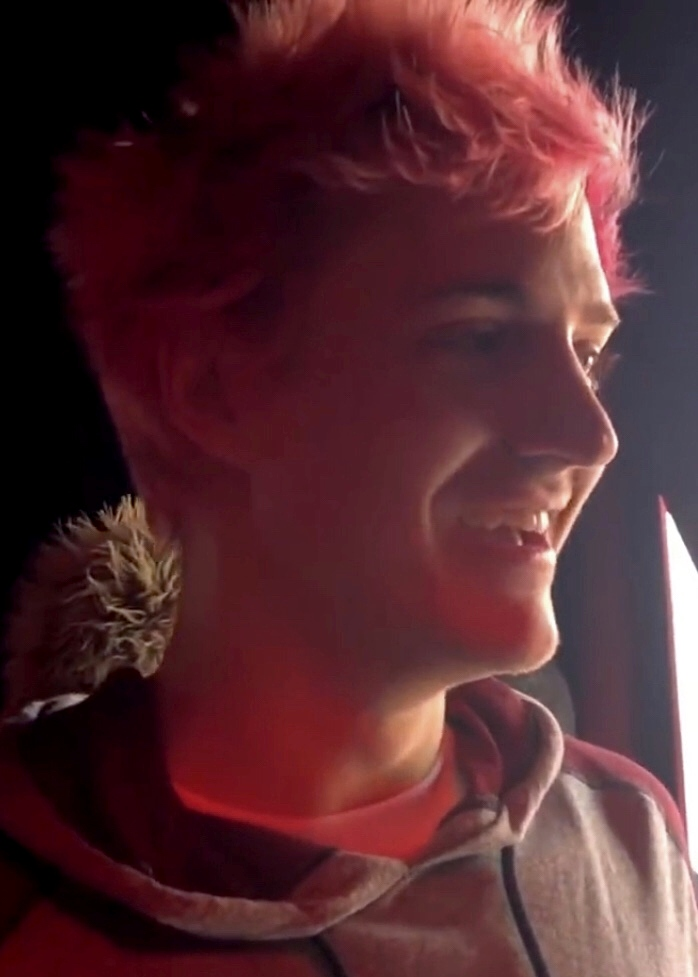
نینجا پر دنبال‌کننده‌ترین کانال توییچ را دارد.

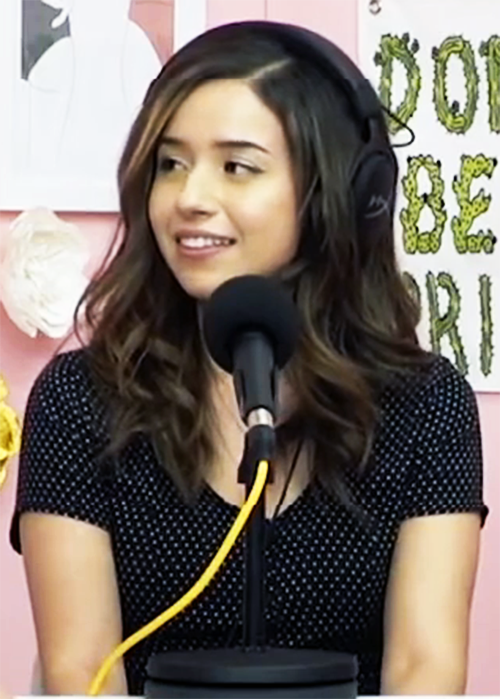
پوکی‌مان پر دنبال‌کننده‌ترین کانال زن در توییچ است.

جدول زیر ۱۰ کانالی که بیشترین فالوور را در توییچ تا تاریخ ۱۰ ژانویه ۲۰۲۳ داشته‌اند، فهرست کرده‌است.
| رتبه | کانال         | صاحب          | مجموع دنبال‌کننده‌ها (میلیون) | حوزه استریم                                         | کشور                |
| ---- | ------------- | ------------- | --------------------------- | --------------------------------------------------- | ------------------- |
| ۱    | Ninja         | ریچارد بلوینس | ۱۸٫۴                        | فورتنایت                                            | ایالات متحده آمریکا |
| ۲    | auronplay     | رائول آلوارز  | ۱۴٫۵                        | ماینکرفت، اتومبیل‌دزدی بزرگ ۵، بازی‌های مختلف، چت‌کردن | اسپانیا             |
| ۳    | Rubius        | روبن دوبلاس   | ۱۳٫۴                        | ماینکرفت، بازی‌های مختلف، چت‌کردن                     | اسپانیا             |
| ۴    | ibai          | ایبای یانوس   | ۱۲٫۳                        | رویدادهای ویژه، بازی‌های مختلف، چت‌کردن               | اسپانیا             |
| ۵    | xQc           | فِلیکس لَنگِیل   | ۱۱٫۵                        | بازی‌های مختلف، چت‌کردن                               | کانادا              |
| ۶    | Tfue          | ترنر تنی      | ۱۱٫۳                        | ایپکس لجندز، فورتنایت                               | ایالات متحده آمریکا |
| ۷    | TheGrefg      | دیوید کِنووِس   | ۱۰٫۶                        | فورتنایت،ماینکرفت، بازی‌های مختلف، چت‌کردن            | اسپانیا             |
| ۸    | shroud        | مایکل گِرِشِک    | ۱۰٫۴                        | ولورنت، بازی‌های مختلف                               | کانادا              |
| ۹    | juansguarnizo | خوان گوارنیزو | ۹٫۷                         | ماینکرفت، اتومبیل‌دزدی بزرگ ۵، بازی‌های مختلف، چت‌کردن | کلمبیا              |
| ۱۰   | pokimane      | ایمان انیس    | ۹٫۳                         | ولورنت، بازی‌های مختلف، چت‌کردن                       | کانادا              |